# Paramongaia weberbaueri
Paramongaia weberbaueri là một loài thực vật có hoa trong họ Amaryllidaceae. Loài này được Velarde mô tả khoa học đầu tiên năm 1949.